# جورج ميلر بيرد
جورج ميلر بيرد (بالإنجليزية: George Miller Beard)‏ هو طبيب عسكري أمريكي، ولد في 8 مايو 1839 في مونتفيل في الولايات المتحدة، وتوفي في 23 يناير 1883 في نيويورك في الولايات المتحدة.